# Урсицин Равеннский
Урсици́н Раве́ннский (лат. Ursicinus, итал. Ursicino) — архиепископ Равенны в 533—536 годах. Святой католической церкви. Память совершается 5 сентября.
Урсицин выступил заказчиком знаменитой ныне равеннской базилики Сант-Аполлинаре-ин-Классе. По свидетельству хрониста IX века Агнелла Равеннского, в притворе храма находилась подтверждающая эту заслугу Урсицина надпись (не сохранилась): «[Эту] базилику блаженного Аполлинария Священника по заказу епископа Урсицина от основания построил и украсил Юлиан Аргентарий, а освятил епископ Максимиан.».
Усыпальница Урсицина находится в том же городе, в знаменитой базилике Сан-Витале (в капелле Назария и Цельсия).
Не путать со святым Урсицином — священномучеником I века.

## Иконография
Древнейшее изображение Урсицина — в мозаике апсиды Сант-Аполлинаре-ин-Классе (VI век) вместе с другими местнопочитаемыми епископами Севе́ром, Урсом и Экклезием. Епископы Север и Урс относятся к предыдущим поколениям, Экклезий и Урсицин — к VI веку (времени создания этой мозаики). Над епископами, изображёнными без нимбов, подвешена украшенная драгоценными камнями диадема. Урсицин облачён в далматику, казулу и паллий (знак епископского отличия), особенным образом обут в так называемые лат. calcei — знак принадлежности к высшему слою общества. В левой руке он держит Священное Писание в роскошном переплете с драгоценными камнями.